# Faculdade Luciano Feijão
Faculdade Luciano Feijão com sede e abrangência geoeducacional no município de Sobral, Estado do Ceará, na Rua José Lopes Ponte, 400, Dom Expedito, CEP: 62050-215, estabelecimento isolado de ensino superior, doravante denominada Faculdade, é mantida pelo Centro Social Clodoveu de Arruda, constituído nos termos do estatuto como Associação sem fins lucrativos, registrada no Cartório Pedro Mendes – 1º Ofício da cidade de Sobral, Estado do Ceará, alterado do nº 33 para 746, às folhas 45 do livro A-47, em 20 de fevereiro de 2004, doravante denominada Entidade Mantenedora.
A Faculdade rege-se pelos atos normativos de seus órgãos, pela legislação pertinente, pelo Estatuto da Entidade Mantenedora, no que couber, e pelo presente Regimento.
O presente Regimento normatiza os aspectos de funcionamento comuns aos vários órgãos integrantes da estrutura e da administração da Faculdade, nos planos didático, científico, administrativo, comunitário e disciplinar. A Faculdade é concebida como estabelecimento de ensino superior responsável pela formação de profissionais em diferentes áreas do conhecimento, visando concorrer para a formação de seres humanos integrais.
Missão: Produzir, sistematizar e socializar conhecimentos por meio de atividade de Ensino , Pesquisa , Extensão, atuando como um centro dinâmico de processo e de desenvolvimento na Região Nordeste , promovendo a formação de profissionais capazes de interagir de forma crítica e criativa, política, técnica e socialmente.

## Cursos de Graduação
- Administração
- Direito[1]
- Enfermagem
- Odontologia
- Psicologia[2]
- Engenharia Civil
- Medicina[3]